# Lach (nom de famille)
Pour les articles ayant des titres homophones, voir Lasch, Lash et LASH.
Cette page présente le nom de famille Lach ainsi que ses variantes.
Lach (prononcé en polonais : [ˈlax]), Lyakh ou Ljach, est un nom de famille originaire de Pologne.

## Origine du nom
À l'origine, les Slaves orientaux utilisaient ce nom pour désigner les Polonais. Les Polonais de Nowy Sącz (sud-est de la Pologne) ont également utilisé ce nom et se désignaient eux-mêmes sous le nom de Lachy Sądeckie. Selon Paweł Jasienica (en), un historien polonais, il dérive du nom d'une ancienne tribu polonaise, les Lendiens. En raison du déplacement des populations polonaises après l'annexion soviétique de l'est de la Pologne, le nom de famille est plus fréquent dans l'ouest du pays. En Tchéquie et en Slovaquie, Lach est une forme abrégée du nom Ladislav. C'est aussi une variante de Lah, un terme slovène désignant les Valaques.
Il est estimé qu'environ 10 000 personnes portent ce nom de famille en Pologne.

## Personnalités notables portant ce nom
- Andreas Lach (1817-1882), peintre autrichien
- Andrei Lyakh (en) (1990-), joueur de football russe
- Elmer Lach (1918-2015), joueur canadien de hockey sur glace
- Günter Lach (en) (1954-2021), homme politique allemand
- Juan Sebastián Lach Lau (en) (1970-), compositeur mexicain
- Marta Lach (1997-), coureuse cycliste professionnelle polonaise
- Robert Lach (1874-1958), compositeur autrichien
- Robert Lach (de) (1901-1971), directeur de la photographie autrichien
- Stéphane Lach (1933-), coureur cycliste français